# 1801
1801. је била проста година.

## Догађаји

### Јануар
- 1. јануар — Ступили су на снагу Закони о унији из 1800. којим су се Краљевство Велика Британија и Краљевство Ирска ујединили у Уједињено Краљевство Велике Британије и Ирске.
- 1. јануар — Ђузепе Пјаци је открио Цереру, прву познату патуљасту планету.

### Фебруар
- 9. фебруар — Потписан је Линевилски мир између Француске и Светог римског царства, чиме је Аустрија иступила из Друге коалиције.
- 27. фебруар — Вашингтон је потпао под надлежност америчког Конгреса по одредбама Органског закона.

### Март
- 4. март. — Томас Џеферсон је постао први председник САД инаугурисан у новом главном граду, Вашингтону и трећи уопште.
- 8. март — Битка код Абукира (1801)
- 21. март — Уговор у Аранхуезу
- 23. март — У завери дворских официра убијен је руски цар Павле I Петрович Романов.

### Април
- 2. април — Британске снаге под водством адмирала Хорејшија Нелсона поразиле данску флоту у бици код Копенхагена.

### Датум непознат
- Википедија:Непознат датум — Француски револуционарни ратови: Кампања 1801.

## Рођења

### Октобар
- 23. октобар — Алберт Лорцинг, немачки композитор, певач и диригент (†1851)

## Смрти

### Март
- 21. март — Андреа Лукези, италијански композитор (*1741)
- 23. март — Павле I Романов, руски цар

### Октобар
- 22. децембар — Јован Рајић, српски историчар, писац и педагог.